# Agárdi László (tanár)
Agárdi László (1901-ig Klimcsok; Léva, 1883. július 19. – Budapest, 1965. április 8.) irodalomtörténész, író, piarista szerzetes, római katolikus pap.

## Élete
Középiskoláit Léván, Vácott és Kecskeméten végezte. 1899-ben belépett a piarista rendbe, 1904-ben ünnepi fogadalmat tett, 1906-ban pappá szentelték. 1902–1906 között a budapesti tudományegyetemen tanult. 1907-ben Budapesten magyar–latin szakos tanári oklevelet szerzett.
A piarista rend váci (1906–1911), kolozsvári (1911–1912), kecskeméti (1912–1915), rózsahegyi (1915–1919), veszprémi (1920– 1923), debreceni (1923–1924), budapesti gimnáziumának rendes tanára (1934–1943). 1943-ban nyugdíjazták és 1943-1945 között rendfőnöki titkár volt. 1945–1951 között öt budapesti szociális otthon lelkésze. 
1916–1928 között Bartóky Józseffel a Magyar Középiskola lapszemlerovatának szerkesztője. 1951–1956 között a rendi tudósító szerkesztője volt. 20. századi magyar irodalommal, elsősorban Kemény Zsigmond, Gárdonyi Géza, Herczeg Ferenc és Móricz Zsigmond munkásságával foglalkozott. Sok műve kéziratban maradt. Versei, elbeszélései elsősorban a Magyar Szemlében (1903–1905), a Váci Közlönyben (1905-től); irodalomtörténeti dolgozatai a Katholikus Szemlében (1916–1921) az Urániában (1917-től) és az Irodalomtörténetben jelentek meg.

## Művei
- 1916 Kemény Zsigmond és a papság. Katholikus Szemle
- 1917 Kemény Zsigmond idealizmusa és realizmusa. Uránia.
- 1936 Herczeg Ferenc, a nemzetnevelő. Budapesti Kegyesrendi Főgimnázium Értesítője 1936